# Ack Jesu! jag längtar att helt bliva din
Ack Jesu! jag längtar att helt bliva din är en engelsk psalmtext i fem verser av den amerikanske metodistpastorn James Nicholson översatt till svenska av Erik Nyström. Texten bygger på Psaltarens psalm 51: 9 i Bibeln.

## Publicerad i
- Sånger till Lammets lof 1877 som nr 40 med titeln "Hwit som snö".
- Svenska Missionsförbundets sångbok 1894 som nr 685 under rubriken "Vandring i kärlek och helgelse".
- Svensk söndagsskolsångbok 1908 som nr 129 under rubriken "Böne- och lovsånger".
- Lilla Psalmisten 1909 som nr 139 under rubriken "Bönesånger".
- Svenska Missionsförbundets sångbok 1920 som nr 238 under rubriken "Omvändelse och nyfödelse"
- Wikisource har originalverk som rör Ack Jesu! jag längtar att helt bliva din.